# Johann Michael Kirschbaum

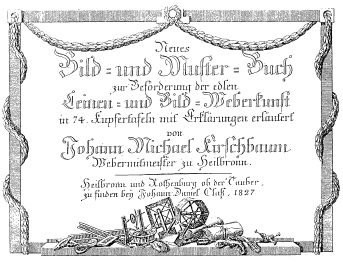
Johann Michael Kirschbaum, Neues Bild- und Muster-Buch zur Beforderung der Edlen Leinen- und Bild-Weberkunst, 1771.

Johann Michael Kirschbaum (* 28. September 1725; † 8. April 1782 in Heilbronn) war Leinenweber; Webermeister und Autor. Seine Publikationen gelten als „wichtige Quelle für historische Stoffmuster“.

Er stammte aus Mittelfranken und begab sich auf eine Wanderschaft, die 13 Jahre lang währte. Schließlich gelangte er im Jahre 1755 nach Heilbronn, wo er die Tochter eines Leinenwebers aus Neckargartach heiratete und sich selbstständig machte. 1771 publizierte Kirschbaum sein Neues Bild- und Musterbuch zur Beförderung der edlen Leinen- und Bildweberkunst. 1793 erschien die 2. Auflage, und im Jahre 1827 erschien die 4. Auflage. 

„Das Musterbuch zeugt von der Kunstfertigkeit und dem Ideenreichtum des Heilbronner Webermeisters und ist heute eine wichtige Quelle für historische Stoffmuster.“

Folgende Werke stammten aus seiner Hand:
- Neues Bild- und Musterbuch zur Beförderung der edlen Leinen- und Bildweberkunst. In 178 Mustern auf 74 Kupfertafeln. Eckebrecht, Rothenburg ob d. Tauber 1771
- Neues Bild- und Muster-Buch zur Beförderung der edlen Leinen- und Bild-Weberkunst. In 74 Kupfertafeln. Claß, Heilbronn und Rothenburg o. T. 1793

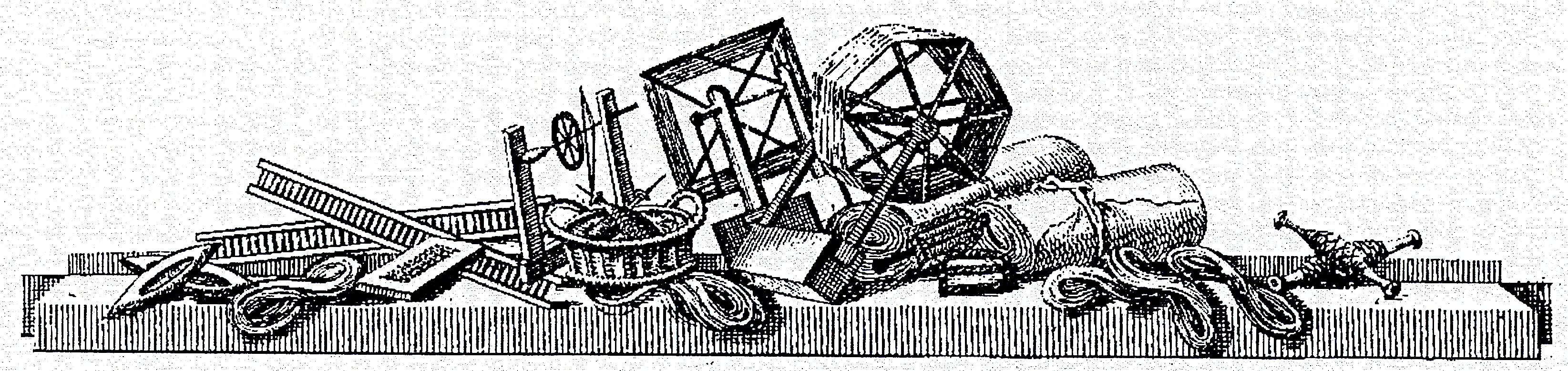
Das Motiv für sein Buch, bildeten Motive der Weberei

- Neues Bild- und Muster-Buch zur Beförderung der edlen Leinen- und Bild-Weberkunst. In 74. Kupfertafeln mit Erklärungen erläutert. - [4. Auflage]. Claß, Heilbronn und Rothenburg ob der Tauber 1827